# Mawzuna Czorijewa
Mawzuna Czorijewa (ur. 1 października 1992 w Kulabie) – tadżycka pięściarka, brązowa medalistka igrzysk olimpijskich i mistrzostw świata.
Występuje w kategorii do 60 kg. Jej największym sukcesem jest brązowy medal igrzysk olimpijskich w Londynie. Jest to pierwszy medal olimpijski dla Tadżykistanu w boksie amatorskim.